# 福后星
福后星（25 Phocaea，/foʊˈsiːə/）是一颗太阳系小行星带内侧区域的石质小行星，直径约75公里。这颗小行星是福后星族小行星的母体，由让·沙科纳克于1853年发现，以古希腊城市福西亚命名。

## 发现和命名
福后星于1853年4月6日由法国天文学家让·沙科纳克在法国南部的马赛天文台发现。这颗小行星以古希腊城市福西亚命名，福西亚是今日土耳其的福卡，马赛的创始人正是来自此地。小行星的命名意见由法国天文学家本杰明·瓦尔兹提出。   

## 分类和轨道
福后星是福后星族（701）的母体以及命名来源。福后星族是主小行星带内侧由石质小行星组成的大型小行星族。:23
福后星以距离太阳1.8至3.0天文单位的轨道绕太阳运行，周期为3年9个月（1,358天）。其轨道偏心率为0.25，相对于黄道的倾角为22°。该天体的观测弧始于1860年3月在维也纳天文台，距其在马赛的正式发现观测约7年。

## 物理特性
福后星在托伦分类法和SMASS分类法中均被归类为S-型石质小行星，其他研究者也将其归类为这种类型。
2010年，新墨西哥州拉斯克鲁塞斯的奥根梅萨天文台对该小行星进行光度观测，得出其光变曲线周期为9.9341 ± 0.0002小时。光变曲线最深最小值附近的亮度随相位角的变化而变化，这是阴影延伸到表面不规则处的结果。此外，研究中还获得了几条其他的光变曲线。雷达设备也加入了对福后星的研究。 
根据红外天文卫星IRAS、日本AKARI卫星和美国宇航局广域红外巡天探测器NEOWISE任务的测量结果，福后星的直径在61.05至83.21公里之间，其表面反照率在0.189至0.350之间。
小行星光变曲线协作链接（Collaborative Asteroid Lightcurve Link）采纳了IRAS得到的结果，即反照率为0.2310，基于绝对星等7.83，直径为75.13公里。
福后星质量为（5.99 ± 0.60）× 1017千克，平均密度为2.21±0.44克/立方厘米，大约介于石灰石和混凝土/砾石的密度之间。